# Stenopogon sabaudus
Stenopogon sabaudus är en tvåvingeart som först beskrevs av Fabricius 1794.  Stenopogon sabaudus ingår i släktet Stenopogon och familjen rovflugor. Inga underarter finns listade i Catalogue of Life.